# Corregidor (Film)
Corregidor ist ein in Schwarzweiß gedrehter US-amerikanischer Kriegsfilm aus dem Jahr 1943.

## Handlung
Die Ärztin Dr. Royce Lee kommt mit ihrer Dienerin Hyacinth auf der philippinischen Insel Manoi an, um dort ihren Verlobten Dr. Jan Stockman zu heiraten. Es ist der 6. Dezember 1941. Die Hochzeit wird am nächsten Morgen von einem einheimischen Priester durchgeführt. Als die Zeremonie endet überfliegen japanische Bomber die Insel und bombardieren sie. Hyacinth stirbt, Stockman und seine Frau können unverletzt zu einer Gruppe US-Soldaten gelangen. Auf ihrem Weg ins rund 400 km entfernte Manila können die amerikanischen Soldaten die Angriffe von japanischen Bodentruppen abwehren. Während eines der Gefechte wird Stockman angeschossen. Seine Frau kann die Wunde behandeln. Als der Lieutenant an Malaria erkrankt, begeht er Selbstmord. Er will seiner Truppe nicht zur Last fallen und sie verlangsamen.
Tage später erreichen die Soldaten mit ihren Schützlingen die felsige Insel Corregidor. Amerikanische Truppen haben sich dort in die Felsen eingegraben. Pinky, einer der angekommenen Soldaten, trifft seine Freundin wieder, die er Hey Dutch nennt. Stockman und seine Frau nehmen Arbeit im Lazarett auf. Dort trifft Royce auf ihren Ex-Freund Michael, der sie ohne Erklärung verlassen hat. Stockman glaubt, dass seine Frau immer noch Michael liebt.
Die Japaner greifen immer wieder mit ihren Flugzeugen die Insel an. Der Schutz der Felsen wird immer dünner. Bald darauf werden die Menschen von der Nachricht geschockt, dass die Japaner in Burma einmarschiert sind. Die Vorräte der Insel werden immer geringer, dennoch will der Kommandeur die Insel nicht aufgeben. Bei einem japanischen Angriff wird Dutch verletzt. Sie und Pinky heiraten am Krankenbett. Dutch erliegt jedoch ihren Verletzungen. Royce schwört Jan ihre Liebe, auch wenn sie merkt, dass sie sich immer noch zu Michael hingezogen fühlt.
Die Munition geht den Verteidigern aus. Pinky und die anderen Soldaten werden in Nahkämpfe mit den Japanern verwickelt. Als eine Bombe das Lazarett trifft, wird auch Stockman getötet. In den Höhlen hilft Royce bei der Geburt eines Babys. Michael überbringt ihr die Nachricht vom Tod ihres Mannes. Royce und die Krankenschwestern erhalten den Befehl zur Evakuierung. Royce besteigt das Flugzeug, dass sie und die Patienten ausfliegen soll. Sie schwört Michael, ihn nach dem Krieg wiederzutreffen.
Auf der Insel muss Michael die Verwundeten aus Mangel an Vorräten ohne Narkose operieren. Der Funker bringt eine letzte Nachricht durch. 55 Minuten später kapituliert die verbliebene Besatzung der Insel. Zu Hause in den Staaten weint Royce um ihre toten Freunde.

## Hintergrund
Der Film wurde am 29. März 1943 in den Vereinigten Staaten uraufgeführt. Im deutschsprachigen Raum wurde Corregidor nie gezeigt, es existiert daher auch keine Synchronfassung.
Er endet mit einem Gedicht des britischen Dichters Alfred Noyes, welches von ihm selbst vorgetragen wird.